# Матай (Казахстан)
Мата́й (каз. Матай) — село у складі Аксуського району Жетисуської області Казахстану. Адміністративний центр  Матайського сільського округу.
Село відоме тим, що саме тут відомий зброяр Михайло Калашников сконструював свій відомий автомат.
До 2013 року село мало статус селища.
Населення — 3000 (2021; 3778 у 2009, 3924 у 1999, 4575 у 1989).